# Sikensi
Sikensi est une ville du sud de la Côte d'Ivoire, dans la région de l'Agnéby-Tiassa depuis juillet 2011, au regard de sa représentation législative et fait partie désormais du district des Lagunes. Sikensi est le chef-lieu du département de Sikensi.

## Peuplement
Avec une population estimée à plus de 78 000 habitants, Sikensi est une ville d'ethnies autochtones dominées par les Abidjis.
Elle a été réunifiée en 2008 entre le quartier A et B, après 59 ans de séparation), par le chef traditionnel central Antoine Sassou N'Guessan.

## Administration
Une loi de 1978 a institué 27 communes de plein exercice sur le territoire du pays.
| Date d'élection | Identité                     | Parti                        | Qualité            |
| --------------- | ---------------------------- | ---------------------------- | ------------------ |
| 1980            | Pas de maire                 | PDCI-RDA                     | Cadre politique    |
| 1985            | Pascal Dikébié N'Guessan     | PDCI-RDA                     | Cadre politique    |
| 1990            | Pascal Dikébié N'Guessan     | PDCI-RDA                     | Cadre politique    |
| 1995            | N'Guessan N'gbeigne Gilbert  | PDCI-RDA                     | Cadre politique    |
| 2001            | Faustin Kouamé Abo           | PDCI-RDA                     | Cadre politique    |
| 21 avril 2013   | François-de-Paul Essy Sahoré | Indépendant (dissident PDCI) | Ingénieur agronome |
| 13 octobre 2018 | Brié Joseph N'gata           | Indépendant                  | Entrepreneur       |
| 2023            | N'GATA BRIE JOSEPH           | RHDP                         | Cadre politique    |

## Cercle politique régional rattaché
Région Agnéby-Tiassa :
- Département de Sikensi
- Département de Tiassalé
- Département d'Agboville, chef-lieu régional
- Département de Taabo

## Représentation législative
L'Assemblée nationale de Côte d'Ivoire compte 223 députés élus pour 5 ans.
| Date d'élection | Identité                       | Parti       | Qualité                   | Statut |
| --------------- | ------------------------------ | ----------- | ------------------------- | ------ |
| 1980            | Pascal Dikébié N'Guessan       | PDCI-RDA    | Homme politique           | élu    |
| 1985            | Pascal Dikébié N'Guessan       | PDCI-RDA    | Homme politique           | élu    |
| 1990            | Pascal Dikébié N'Guessan       | PDCI-RDA    | Homme politique           | élu    |
| 1995            |                                | PDCI-RDA    | Homme politique           | élu    |
| 2001            | Félix Assandey N'guessan Kassi | FPI         | Homme politique           | élu    |
| décembre 2011   | Bruno Tanoh Yao                | Indépendant | Ingénieur travaux publics | élu    |
| décembre 2016   | Aboh Kouamé Faustin            | RHDP        | Homme politique           | élu    |
| mars 2021       | Brié Joseph N'gata             | Indépendant | Entrepreneur              | élu    |

Le mandat de l’Assemblée nationale élue en 2001 s'achevait le 16 décembre 2005. Mais, en raison de la crise politico-militaire de 2002, les élections législatives n'ont pas eu lieu et l’Assemblée nationale en place est demeurée en fonction et a conservé ses pouvoirs jusqu'au 11 décembre 2011.

## Histoire récente
- 11 décembre 2011 : Bruno Tanoh Yao est élu député indépendant.
- 25 décembre 2011 : affrontement entre autochtones, allogène et les forces républicaines.
- 27 décembre 2013 : inauguration de la préfecture de sikensi[9].

## Personnalités liées à la région
- Pascal Dikébié N'Guessan (1936-2002), homme politique, ancien ministre, député et maire
- N'Guessan N'gbeigne Gilbert, homme politique et ancien maire de la commune de Sikensi
- Tchiressoua Guel, footballeur
- Antoine Sassou, chef traditionnel central akan, a contribué à réunifier en 2008 les deux Sikensi A et B, séparés depuis 1949
- Faustin Aboh Kouamé, journaliste de formation, maire de 2001 à 2013 et député de 2016 à 2021.
- Bruno Yao Tanoh, homme politique sans étiquette, député du département de Sikensi de décembre 2011 à décembre 2016.
- Brié Joseph N'gata, deputé-maire de Sikensi, homme politique à la tête d'une plate-forme politique dénommée ECS (Ensemble Construisons Sikensi), maire de Sikensi depuis décembre 2018, et ensuite député du département de Sikensi depuis mars 2021.
- N'dri Etty Macaire, écrivain et homme de lettres, élu président de l'Association des écrivains de Côte d'Ivoire (E.A.C.I).

## Sports
La ville compte un club de football évoluant en championnat national de 3e division, le Sikensi Football Club. Il existe également une école de football à Bécédi nommée EFAC (école de football Ando Charbel).

## Lien et rattachement politique
- Agboville, département et chef-lieu de région
- Tiassalé, département voisin
- Taabo, département voisin